# Lesch & Co.
Lesch & Co. war eine regelmäßig auf BR-alpha ausgestrahlte Fernsehsendung. Sie wird noch regelmäßig innerhalb der Space Night auf BR ausgestrahlt. In ihr führt der Physiker Harald Lesch an einem Tisch eines italienischen Restaurants (Al Torchio in München) Gespräche mit dem Philosophen Wilhelm Vossenkuhl. Darin wird versucht, komplizierte oder gemeinhin unbekannte Sachverhalte aus den Bereichen der Naturwissenschaften und der Philosophie dem Zuschauer auf einfache Weise nahezubringen.
In verschiedenen Folgen wie z. B. „Haben und Sein“ oder „Zeit und Ritual“ waren statt Vossenkuhl aber auch andere Wissenschaftler Gesprächspartner von Lesch, in diesem Fall Karlheinz Geißler.

## Sendungen
Folgende Sendungen wurden ausgestrahlt:
| Folge | Titel                     | Erstausstrahlung  |
| ----- | ------------------------- | ----------------- |
| 1     | Gesetz und Natur          | 1. Juli 2001      |
| 2     | Materie und Geist         | 6. März 2002      |
| 3     | Licht und Schatten        | 3. Juli 2002      |
| 4     | Quantität und Qualität    | 9. Oktober 2002   |
| 5     | Vision und Wirklichkeit   | 12. März 2003     |
| 6     | Verstand und Gefühl       | 6. August 2003    |
| 7     | Zeit und Erinnerung       | 30. Mai 2004      |
| 8     | Werte und Wandel          | 31. Mai 2004      |
| 9     | Bildung und Ausbildung    | 3. Oktober 2004   |
| 10    | Alt und neu               | 10. Oktober 2004  |
| 11    | Erfolg und Scheitern      | 28. Oktober 2004  |
| 12    | Information und Wissen    | 24. Oktober 2004  |
| 13    | Zufall und Planung        | 5. Dezember 2004  |
| 14    | Vergangenheit und Zukunft | 12. Dezember 2004 |
| 15    | Mehr und weniger          | 19. Februar 2006  |
| 16    | Haben und sein            | 26. Februar 2006  |
| 17    | Zeit und Ritual           | 5. März 2006      |
| 18    | Gesetz und Wahrheit       | 12. März 2006     |
| 19    | Ethik und Gesetz          | 19. März 2006     |
| 20    | Wissen und Weisheit       | 26. März 2006     |